# Peter Illes

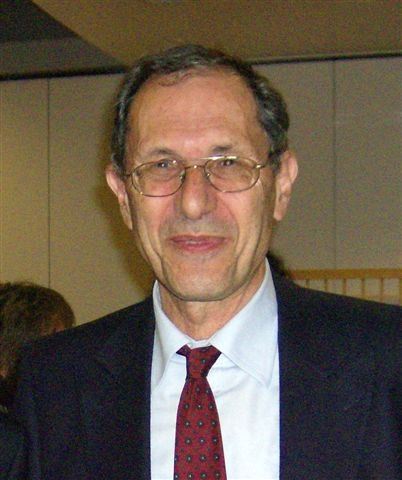
Peter Illes

Peter Illes (* 10. August 1942 in Budapest) ist ein ungarisch-deutscher Arzt und Pharmakologe.

## Leben
Er ist Sohn des Augenarztes Peter Illes und dessen Frau, der Gymnasiallehrerin Margit geb. Bangha. Seine Vorfahren mütterlicherseits stammen aus Nordböhmen und Wien. Nach Schulbesuch und Abitur in Budapest studierte er an der Budapester Semmelweis-Universität Medizin. 1967 erhielt er die ärztliche Approbation und wurde mit einer bei Szilveszter E. Vizi (* 1936) am Pharmakologischen Institut der Universität angefertigten Dissertation „Wirkung von Prostaglandinen  (PGE1, PGE2 und PGF2α) auf die neurochemische Transmission in adrenerg und cholinerg innervierten Glattmuskelorganen“ (aus dem Ungarischen) zum Dr. med. promoviert. Elf Jahre war er anschließend, abgesehen von Forschungsaufenthalten in Leningrad und Lund, wissenschaftlicher Assistent an diesem Institut. 1978 übersiedelte er nach Deutschland, wo er eingebürgert wurde. Von 1978 bis 1981 arbeitete er bei Albert Herz (* 1921) am Max-Planck-Institut für Psychiatrie in München, von 1981 bis 1995 bei Klaus Starke am Pharmakologischen Institut der Albert-Ludwigs-Universität Freiburg. Hier habilitierte er sich 1983 mit einer Arbeit „Präsynaptische Rezeptoren in noradrenerg innervierten glattmuskulären Geweben“ für Pharmakologie und Toxikologie. 1995 nahm er einen Ruf auf den Lehrstuhl für Pharmakologie und Toxikologie der Universität Leipzig an. Das Institut erhielt auf seinen Vorschlag 1999 den Namen „Rudolf-Boehm-Institut für Pharmakologie und Toxikologie“. 2007 wurde er pensioniert. 2009 war er Gastprofessor an der Universität Mailand-Bicocca, von 2009 bis 2010 Leiter der Sektion Pharmakologie und Toxikologie der Asklepios Medical School in Hamburg, einer Außenstelle der Semmelweis-Universität. Peter Illes ist mit der Biologin Patrizia geb. Rubini (* 1956) verheiratet, mit der er vier Kinder hat. Seit 2018 ist er Chair Professor an der Acupuncture and Tuina School der Chengdu University of Traditional Medicine, Chengdu, China, und Ehrendoktor ebenda. Von dort stammen auch aktuelle Publikationen.

## Forschung
Illes ist Neuropharmakologe, besonders erfahren in den Methoden der Elektrophysiologie, also der Messung bioelektrischer Vorgänge. Viele Arbeiten in Budapest, München und Freiburg im Breisgau galten der Freisetzung von Neurotransmittern. Um sie ging es schon in der Dissertation, und 1977 beschrieb er mit dem Prager Neurophysiologen František Vyskočil (* 1941) eine neue, ungewöhnliche Art der Freisetzung von Acetylcholin in der motorischen Endplatte: nicht „quantal“, nicht in vorgefertigten Portionen, „Quanten“ von etwa 5000 Molekülen, sondern Molekül für Molekül. Der Aufsatz hat die Forschung angeregt. Acetylcholin benutzt zur nicht-quantalen Freisetzung einen Transporter. Der biologische Sinn ist noch nicht klar.
Ein fundamentaler Wirkmechanismus von Opioiden ist Verminderung der Transmitterfreisetzung, zum Beispiel der Freisetzung von Acetylcholin und Noradrenalin aus Nervenzellen im Hippocampus. An einem Modellgewebe, dem durch den Sympathikus innervierten Samenleiter, haben Illes und Mitarbeiter die Ursache erkannt: In den präsynaptischen Endigungen der postganglionären sympathischen Nervenzellen steht weniger Calcium für die Freisetzung zur Verfügung, weil Opioide den Einstrom von Calcium nicht-kompetitiv hemmen. 1989 hat Illes diesen Aspekt der Opioid-Pharmakologie in einer Übersicht zusammengefasst. Andere Forschungen galten der Modulation der Freisetzung durch Prostaglandine und Adenosin sowie über Autorezeptoren. Präsynaptische Autorezeptoren vom Typ der α2-Adrenozeptoren vermitteln im Sympathikus eine Selbsthemmung der Freisetzung von Noradrenalin. Das natürliche Funktionieren der Selbsthemmung hat Illes, wieder am Samenleiter, elektrophysiologisch verifiziert.
Im Freiburger Pharmakologischen Institut war aufgefallen, dass in manchen Blutgefäßen Noradrenalin nicht der einzige Neurotransmitter der vasokonstriktorischen  sympathischen Nerven war. Hinzu kam Adenosintriphosphat (ATP) als Kotransmitter. Durch Kombination von bioelektrischen Messungen und Messungen des Gefäßdurchmessers haben Illes und seine Kollegen entdeckt, dass unter bestimmten Umständen ATP sogar der einzige Transmitter für die Vasokonstriktion ist, während Noradrenalin nur auf die präsynaptischen α2-Autorezeptoren wirkt und so seine eigene Freisetzung (und die von ATP) hemmt.
Ab 1992 wandte sich Illes immer mehr dem ATP und anderen Nukleotiden als Botenstoffen zu sowie deren Rezeptoren, den P2-Rezeptoren. Man kennt heute (2013) bei Säugetieren fünfzehn P2-Rezeptoren, nämlich sieben P2X- und acht P2Y-Rezeptoren. Entsprechend facettenreich ist die Funktion der Nukleotide als Botenstoffe. Die P2X-Rezeptoren sind ligandenaktivierte Ionenkanäle, geschlossen ohne aktivierende Liganden wie ATP, geöffnet nach Bindung aktivierender Liganden. Die P2Y-Rezeptoren sind G-Protein-gekoppelte Rezeptoren. Zu Illes’ Ergebnissen gehören die folgenden.
Nach einer Publikation von 1992 depolarisiert ATP die Nervenzellen im Locus caeruleus, einem Kern des Rautenhirns, und nach einer Publikation von 1997 ist es dort erregender Neurotransmitter. Beide Rezeptorgruppen sind beteiligt, P2X (vermutlich P2X2) und P2Y (vielleicht P2Y1). Ähnliches fand gleichzeitig die Gruppe des britischen Pharmakologen Richard Alan North (* 1944), mit dem Illes 1980 zusammengearbeitet hatte. Wenig später stellte sich heraus, dass Noradrenalin und ATP – wie in den erwähnten Blutgefäßen (und anderen peripheren Geweben) – auch im Locus caeruleus Kotransmitter sind.
Im mesolimbischen System des Gehirns steigert ATP über P2Y-Rezeptoren die Freisetzung von Dopamin. Es könnte dadurch Bewegungen, Nahrungsaufnahme und die Stimmung beeinflussen. Die Rezeptoren sind P2Y1, und als weiterer Botenstoff ist Stickstoffmonoxid eingeschaltet, das nach Aktivierung der P2Y1-Rezeptoren vermehrt gebildet wird.
An den kleinen, Schmerzempfindungen vermittelnden Nervenzellen der Spinalganglien gibt es sowohl P2X3- als auch P2Y-Rezeptoren. Aktivierung der ersteren durch ATP erregt die Zellen und ist vermutlich an der Weiterleitung der Empfindung „Schmerz“ beteiligt. Aktivierung der letzteren dagegen hemmt die Zellen und könnte dadurch Schmerzen lindern. Mit einer großen Forschergruppe hat Illes unter Verwendung molekulargenetischer Methoden die Struktur der P2X3-Rezeptoren geklärt.
Der P2X7-Rezeptor ist ungewöhnlich, weil längere Aktivierung die Pore des Ionenkanals stark erweitert, die Zellmembran für große Moleküle durchlässig macht und so Zellen bis zum Zelltod schädigen kann. Die Rezeptoren kommen außer auf Nerven- auch auf Gliazellen vor, so im mesolimbischen System und in der Netzhaut des Auges. Sie spielen eine Rolle bei Erkrankungen des Nervensystems. Nach Durchblutungsstörungen des Gehirns steigt ihre Zahl, und sie können den entstandenen Schaden verschlimmern. Im Jahr 2006 haben Illes und andere Wissenschaftler, darunter Szilveszter Vizi, die Biologie der P2X7-Rezeptoren in einem Überblick dargestellt.

## Schüler
Folgende Wissenschaftler haben sich bei Illes habilitiert (Jahr der Habilitation):
- Wolfgang Nörenberg (1996)
- Kerstin Wirkner (2005)
- Heike Franke (2010)
- Zoltan Gerevich (2010)
- Laszlo Köles (2010)
- Holger Kittner (2011)
- Ute Krügel (2012)

## Anerkennung
Im Jahr 2000 erhielt Illes die Ehrendoktorwürde der Medizinischen Fakultät der Semmelweis-Universität, im Jahr 2001 den Carl-Reinhold-August-Wunderlich-Preis für klinische Lehre der Universität Leipzig. 2003 wurde er Ehrenmitglied der Ungarischen Pharmakologischen Gesellschaft, 2011 Mitglied der Academia Europaea. 2012 verlieh ihm die Ungarische Pharmakologische Gesellschaft ihren nach dem ungarischen Pharmakologen Béla Issekutz (1886–1979) benannten Preis.